# 立谷秀淸
立谷 秀淸（たちや ひできよ、1951年（昭和26年）6月9日 - ）は、日本の医師、政治家。福島県相馬市長（6期）。全国市長会会長（第30代）。元福島県議会議員（1期）。医療法人社団茶畑会 相馬中央病院理事長。

## 人物
福島県相馬郡中村町（現・相馬市）出身。生家は味噌醤油醸造業を営んでいる。父は、相馬市議会議長を務めた立谷純一。高校は宮城県の宮城県仙台第一高等学校へ進み、福島県立医科大学に進学して内科学を学ぶ。
1977年に福島県立医科大学を卒業する際に医師免許を取得。公立気仙沼総合病院で初期研修を行い、東北大学医学部附属病院、公立相馬病院にて、内科の内勤医師として患者の診療に当たる。
1983年、相馬へ戻ると同時に立谷内科医院（有床診療所）を開業。その後立谷内科を1986年に医療法人化して自ら理事長となり、2009年に現在の『医療法人社団茶畑会 相馬中央病院』とするなどして相馬市の地域医療の発展に尽くす。
1995年、第13回統一地方選挙後半戦で執行された福島県議会議員選挙に当選し、県議1期を務める。
2001年12月23日に執行された相馬市長選挙に出馬し、現職の今野繁に2,000票以上の差をつけて初当選を果たす。年明けの2002年1月19日に相馬市長に就任した。
2011年3月11日に発生した東北地方太平洋沖地震と、それに付随して発生した福島第一原子力発電所事故の際には、その日の夜に市役所職員に対して「死亡者のための棺を確保せよ」、「仮設住宅の建設用地の確保並びに双葉郡から避難してくる者を受け入れる住居を確保せよ」と指示し、迅速な震災対応の指揮を執ったことで全国に名が知られることとなった。
2017年12月24日の相馬市長選挙で5回目の当選を果たした。
2018年6月6日に全国市長会会長に選出された。
2020年6月3日に全国市長会会長に再任が正式に決定された。
2021年12月12日告示の相馬市長選挙で無投票で6選を果たした。
2022年5月27日に全国市長会会長の3選が決定された。

## 発言
2021年10月28日に行われた連合福島定期大会での挨拶で、「今度の美人会長も楽しみにしている。色々と協議しながら、日本にとっての問題は何なのかを連合と共通の立場で考えていきたい」と新たに連合会長として就任した芳野友子に対して発言した。その後、芳野会長が「容姿について触れることは今の世の中では許されないこと」と発言を問題視し、立谷は翌29日に連合福島を通じて謝罪した。

## 著書
- 『東日本大震災震災市長の手記 -平成23年3月11日14時46分発生』（近代消防社、2017年）